# Kościół św. Augustyna w Chrobrowie
Kościół pw. św. Augustyna w Chrobrowie – katolicki kościół filialny znajdujący się w Chrobrowie (gmina Żagań). Należy do parafii Zwiastowania Najświętszej Maryi Panny w Bożnowie.

## Historia
Świątynia pochodzi zapewne z lat krótko po roku 1250, ale pierwsza wzmianka o nim zapisana została w 1305. Pierwotnie wzniesiono ją z kamienia polnego i rudy darniowej. W swej historii ulegała licznym przebudowom (m.in. z użyciem cegły), z których pierwsza nastąpiła w pierwszej połowie XV wieku. W okresie renesansu dobudowano zakrystię (było to być może w czasach, gdy obiekt przejęli luteranie). Prawdopodobnie w XVI wieku kościół otynkowano od zewnątrz. Od 1668 do 1670 opiekowali się nim jezuici z Żagania (potem, do 1810 - augustianie z tego samego miasta, a następnie była to świątynia parafialna). W 1793 dostawiono kaplicę grobową od zachodu, którą ufundował Jan Rudolf von Lüttitz. W XIX wieku dokonano przebudowy w obrębie ściany północnej (budowa przedsionka). Po 1945 kościół własnym sumptem utrzymują parafianie i do dziś zachowali go w stanie nienaruszonym.

## Architektura
Jednonawowa świątynia jest wczesnogotycka - w starszych partiach wzniesiona z kamienia polnego, a w późniejszych z cegły. Od wschodu do nawy przylega węższe, prostokątne prezbiterium. Zarówno do nawy, jak i do prezbiterium przybudowana jest zakrystia i kruchta. Do ściany zachodniej przylega z kolei kaplica grobowa. We wschodniej ścianie prezbiterium zachowane jest pierwotne, wąskie okno. Nad dachem sygnaturka kryta dachem namiotowym.

## Wyposażenie
Kościół posiada dzwon gotycki z 1439. Zachowana jest również kamienna chrzcielnica późnorenesansowa (druga połowa XVI wieku) oraz chór muzyczny - empora (pierwsza połowa XVII wieku). Do 1945 był tu ołtarz późnogotycki (koniec XV lub początek XVI wieku). W ściany kościoła wmurowanych jest kilka płyt nagrobnych.

## Otoczenie
Wokół świątyni dawniej rozciągał się cmentarz grzebalny, najpewniej w XV wieku okolony murem z kamienia polnego. Mur ten (niższy niż pierwotnie) przetrwał do czasów obecnych.